# Цефадроксил
Цефадроксил — напівсинтетичний цефалоспориновий антибіотик першого покоління для перорального застосування.

## Фармакологічні властивості
Цефадроксил  — антибіотик широкого спектра дії, що належить до групи цефалоспоринів І покоління. Як і інші β-лактамні антибіотики діє бактерицидно. Механізм дії препарату полягає у порушенні синтезу клітинної стінки бактерій. До препарату чутливі як грампозитивні (Streptococcus pyogenes, стафілококи, що не продукують β-лактамазу, Corynebacterium diphtheriae, Bacillus anthracis), так і грамнегативні мікроорганізми (помірно чутливі Proteus, Escherichia coli, клебсієли, сальмонелли, Shigella spp.). Стійкі до препарату Pseudomonas aeruginosa, Bacteroides fragilis, Staphylococcus aureus, Enterococcus spp. Haemophilus influenzae і Streptococcus pneumonia розвивають резистентність до цефадроксилу різного ступеня. Стійкі до препарату туберкульозна паличка, анаеробні мікроорганізми.

### Фармакокінетика
При пероральному прийомі препарат швидко всмоктується в верхньому сегменті тонкої кишки. Цефадроксил погано зв'язується з білками плазми крові. Препарат швидко проникає в тканини і рідини організму, в тому числі в синовіальну, перикардіальну, перитонеальну рідину, плевральний випіт, придаткові пазухи носа. Цефадроксил не проходить через гематоенцефалічний бар'єр. Препарат проходить через плацентарний бар'єр та виділяється в грудне молоко. Цефадроксил не метаболізується, виводиться з організму нирками в незміненому вигляді. Період напіввиведення препарату становить 1,2—1,5 годин, але виведення препарату триває 20—22 години, при порушенні функції нирок період напіввиведення препарату зростає до 20—25 годин.

## Показання до застосування
Цефадроксил застосовується при інфекційно-запальних захворюваннях, що викликаються чутливими до антибіотика збудниками: інфекції верхніх і нижніх дихальних шляхів (синуситах, тонзилітах, трахеобронхіті, пневмонії), отиті, інфекціях сечової системи, інфекціях шкіри та м'яких тканин(остеомієліт, септичному артриті).

## Побічна дія
При застосуванні цефадроксилу можуть спостерігатись наступні побічні ефекти:
- Алергічні реакції та реакції з боку шкірних покривів — нечасто (1/100—1/10) висипання на шкірі, свербіж шкіри , кропив'янка, медикаментозна гарячка, поодинокі випадки (1/10000—1/1000) — синдром Стівенса-Джонсона, синдром Лаєлла, анафілактичний шок.
- З боку травної системи — рідко (1/1000—1/100) діарея, [[нудота, блювання, закрепи, кандидоз порожнини рота, дуже рідко (1/10000—1/1000) псевдомембранозний коліт, печінкова недостатність та холестатична жовтяниця.
- Інші побічні ефекти — рідко (1/1000—1/100) артралгії, інтерстиціальний нефрит, головний біль, сонливість, запаморочення, безсоння.

В загальному та розгорнутому аналізах крові можуть з'явитись еозинофілія, тромбоцитопенія, лейкопенія, нейтропенія, агранулоцитоз, рідко — гемолітична анемія, підвищення рівня активності трансаміназ та лужної фосфатази в крові, поява псевдопозитивної реакції Кумбса.

## Протипокази
Цефадроксил протипоказаний при підвищеній чутливості до цефалоспоринів, вагітним і годучим груддю жінкам, дітям до 6 років (дітям з нирковою недостатністю препарат протипоказаний до 11 років).

## Форми випуску
Цефадроксил випускається у вигляді желатинових капсул по 0,25 та 0,5 г; таблеток, що диспергуються по 1,0 г; гранул для приготування 2,5% і 5% суспензії для прийому всередину у флаконах по 60 мл.

## Застосування у ветеринарії
Цефадроксил застосовується у ветеринарії для лікування інфекційних захворювань шкіри, дихальної системи та сечостатевої системи у собак та котів.